# Веніано
Веніано (італ. Veniano) — муніципалітет в Італії, у регіоні Ломбардія, провінція Комо.
Веніано розташоване на відстані близько 510 км на північний захід від Рима, 33 км на північний захід від Мілана, 14 км на південний захід від Комо.
Населення — 2962 особи (2014).
Щорічний фестиваль відбувається 17 січня. Покровителі — святий Антоній Великий.

## Демографія
Населення за роками:

Станом на 1 січня 2023 року в муніципалітеті офіційно проживали 144 іноземці з 22 країн, серед них 31 громадянин країн Євросоюзу та 15 громадян України.

## Сусідні муніципалітети
- Апп'яно-Джентіле
- Фенегро
- Гуанцате
- Лураго-Мариноне